# 亚历山大·格林 (政治家)
亚历山大·N·格林（英語：Alexander N. Green，1947年9月1日—）美国律师、政治家，自2005年起为代表得克萨斯州第九国会选区的民主党联邦众议员。1977年至2004年，格林曾任得克萨斯州哈里斯县的太平绅士。2025年3月4日，在美国总统特朗普向国会发表演说期间，格林起立并用拐杖指向演讲台说“你无权削减联邦医疗补助”，后因多次打断演说被众议院警卫官请出国会。